# L'Évangile du serpent
Vous lisez un « bon article » labellisé en 2014.

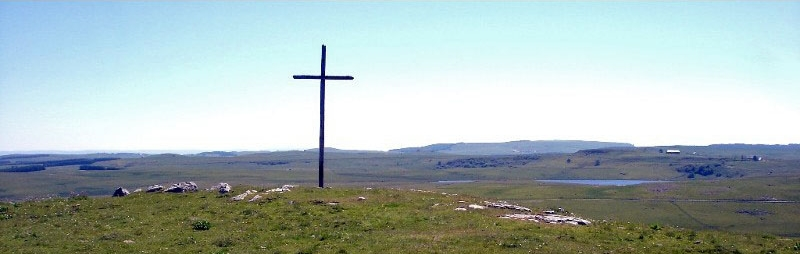
Croix chrétienne sur le plateau de l'Aubrac.

L’Évangile du serpent est un thriller écrit par Pierre Bordage, publié par le diable vauvert en 2001. Relecture moderne des Évangiles, il raconte le parcours de Vaï Ka'i, un prophète doué de facultés de guérison, à travers le récit de quatre personnes qui le côtoient : Mathias, Marc, Lucie et Yann. Vaï Ka'i met en péril le modèle de vie de la civilisation occidentale. Il devient « l'homme à abattre » pour les dirigeants politiques, religieux et financiers français.
L'Évangile du serpent est le premier roman de Pierre Bordage hors du domaine de la science-fiction. Il développe des thèmes que l'on retrouve dans une grande partie de son œuvre, la spiritualité opposée à la religion et le nomadisme, en s'appuyant sur la symbolique du serpent en toile de fond. L'auteur laisse nettement apparaître ses idées favorables au chamanisme et à la spiritualité non religieuse dans cet ouvrage. Il adopte une narration particulière, avec quatre personnages principaux dont les actions sont contées à tour de rôle. Le livre reçoit un accueil critique très variable, notamment en raison du portrait de la civilisation occidentale qui y est brossé. Il obtient le prix Bob-Morane du meilleur roman francophone en 2002.

## Résumé
Quatre personnes qui ne se connaissent pas racontent l'ascension de Jésus, un enfant amazonien adopté en Lozère. Ce guérisseur miraculeux devient Vaï Ka'i, le « maître-esprit », qui rassemble de plus en plus de fidèles. Mathias est tueur à gages, Lucie gagne sa vie comme strip-teaseuse sur internet, Marc le journaliste est payé pour écrire un article ordurier sur Vaï Ka'i et sa famille adoptive, et l'intellectuel Yann est le premier disciple du « maître-esprit ». Au contact de Vaï Ka'i, tous les quatre voient leur vie évoluer, rencontrent l'amour, changent de point de vue sur la société et retrouvent l'estime d'eux-mêmes. Vaï Ka'i amène de plus en plus de gens avec lui sur le chemin du retour au rythme naturel de la Terre, prône l'abandon des attachements matériels et le néonomadisme. Il met en péril la société occidentale et devient « l'homme à abattre » pour les dirigeants politiques, religieux et financiers français. Ils organisent son lynchage médiatique pendant un talk-show populaire, où le « Christ de l'Aubrac » ne répond à aucune violence, assure chacun de son amour et prédit sa mort prochaine. Vaï Ka'i est tué dans les couloirs du studio par Mathias, victime d'impulsions venues d'une puce que lui ont implantée les services secrets français.

## Historique et publication
D'après Roland Ernould, Pierre Bordage était depuis longtemps tenté d'écrire un récit inspiré de la Bible. C'est le premier tome de la trilogie des Prophéties, mais les trois ouvrages sont relativement indépendants les uns des autres, avec des personnages différents. L’Évangile du Serpent paraît d'abord en juin 2001 (date de son dépôt légal) en grand format, chez l'éditeur Au diable vauvert. La couverture représente deux serpents entrelacés avec une tête à chaque extrémité du corps, à gauche du titre de l'ouvrage.
- Pierre Bordage, L’Évangile du Serpent, Vauvert, Au Diable Vauvert, juin 2001, 560 p. (ISBN 2-84626-014-1)

Il est réédité chez France Loisirs l'année suivante, avec une couverture de Jean Vanriet :
- Pierre Bordage, L’Évangile du Serpent, Paris, France Loisirs, février 2002, 558 p. (ISBN 2-7441-5252-8)

En 2005, L’Évangile du Serpent est réimprimé pour un coffret en trois volumes réunissant les deux autres tomes de la trilogie des Prophéties, L'Ange de l'abîme (tome 2) et Les Chemins de Damas (tome 3) : pour l'occasion, la couverture de la première édition est revue suivant la nouvelle charte graphique du Diable Vauvert.
En poche, ce livre fait l'objet d'une édition chez Folio (Gallimard) en avril 2003, avec une couverture illustrée par Matt Lamb. Il est réédité en avril 2007, avec la même couverture.
- Pierre Bordage, L’Évangile du Serpent, Paris, Folio poche, 2003, 688 p. (ISBN 2-07-042352-2) — Réédition en avril 2007, Folio no 3861  (ISBN 978-2-07-042352-1)

## Personnages
Le roman raconte quatre histoires parallèles vécues par quatre personnages, Mathias, Marc, Lucie et Yann, rappelant les quatre évangélistes de la Bible. Ils sont en quelque sorte les apôtres de Vaï Ka'i. Tous sont marginalisés ou en état de péché au début du livre, littéralement « broyés par le système », éloignés de leur propre personnalité,. Ce ne sont pas des héros au sens classique du terme, puisqu'ils sont solitaires et en souffrance.
D'après Pascal Patoz, ces personnages « illustrent le principe que les derniers pourront être les premiers ». La construction de l'ouvrage fait que l'on retrouve en alternance le même personnage tous les quatre chapitres, jusqu'au final. Au début du livre, ils ne se connaissent pas et sont confrontés à des problèmes existentiels, mais leurs chemins respectifs vers la spiritualité les amènent à évoluer et à tendre vers le même but, « comme s'ils étaient reliés par un fil invisible ». Ils convergent vers Vaï Ka'i, qu'ils rencontrent tous à un moment. Chacun expérimente une révélation à lui-même. Lors de la rencontre finale, ils ressentent leur lien les uns aux autres comme une évidence. Un autre personnage important du roman est Pierrette, la sœur adoptive de Vaï Ka'i. Elle a pour équivalent Marie dans la Bible.
D'après Olivier Girard, l'auteur fait preuve d'une grande empathie et d'une sensibilité parfois fulgurante, mais ses personnages sont « transparents et trop tissés d'évidence ». Au contraire, Arsenik, pour le Biblioblog, pense que « la psychologie des personnages est très poussée », les rendant familiers.

### Vaï Ka’i
La vision chrétienne de l'existence n'est pas la vision du Christ. La vision chrétienne de l'existence, c'est celle de Paul, celle de Rome, celle des Papes, des missionnaires, des fanatiques, des conquérants, des bâtisseurs.
Surnommé « le Christ de l’Aubrac », Vaï Ka’i est un Amérindien né en Amazonie, dans la Colombie. Son nom signifie « maître-esprit » en langue desana. Les chamans de sa tribu ont prévu la naissance d'un nouveau messie parmi eux, mais ils sont massacrés par les macheteros des compagnies forestières à l'instigation de l’Église colombienne redoutant l’arrivée d’un concurrent. Vaï Ka'i ne doit la vie qu'à un prêtre français en mission, le père Simon. De retour en France, il confie l'enfant à sa sœur, en Lozère, qui le prénomme Jésus. À dix ans, Vaï Ka'i accomplit ses premiers miracles grâce à ses dons de guérison. C'est un écologiste qui prêche pour l'abandon des possessions matérielles et le retour au nomadisme. Son enseignement repose sur la « sagesse du serpent double, symbole chamanique de l'ADN », et l'accès à la connaissance universelle dans la « maison de toutes les lois », une toile où l'homme et l'univers sont en harmonie. Lorsque les guérisons miraculeuses qu'il opère et son enseignement se font connaître, notamment sur internet, il est invité dans un talk-show populaire où tous les invités (un religieux, une psychologue, un scientifique…) le provoquent. Il les écoute sans leur répondre (ce qui retourne la situation à son avantage car ses contradicteurs, ne trouvant aucune prise sur lui, finissent par se disputer et se discréditer), les assure de son amour et prédit sa mort prochaine. En effet, le tueur à gages Mathias l'assassine peu après l'émission. Trois jours de tempête suivent sa mort, et il « réapparaît » à des milliers de personnes qui font des témoignages similaires. Les guérisons de Vaï Ka'i ne sont pas expliquées, le roman étant bâti sur les témoignages de ceux qui le rencontrent. Cependant, on peut les considérer comme réelles dans la mesure où elles entraînent des transformations des personnages.
Vaï-Ka'i est présenté au lecteur comme un véritable messie. Le livre ne laisse planer aucun doute là-dessus, ni sur sa mission. D'après Pascal Patoz, « cette certitude fait tout l'intérêt du roman, car il serait trop facile de considérer le personnage comme un vulgaire gourou ». Cependant, il regrette que Vaï-Ka'i ne dise jamais pourquoi il propose ce modèle de vie. De même, Vaï Ka'i refuse d'être traité comme un prophète et accepte l'inéluctabilité de sa propre mort pour que les hommes trouvent les réponses en eux.

### Mathias
Tueur professionnel d'origine russe, blond au très beau visage, Mathias est piégé et capturé par les services secrets français au cours d'un contrat. Ils le forcent à travailler pour eux et à infiltrer un groupe de terroristes islamistes. Il joue ainsi un rôle dans la réalisation d'un attentat à Disneyland Paris, l'objectif de cette tragédie étant à la fois de nuire aux intérêts américains en Europe et d'orienter la colère populaire contre les musulmans. C'est la dernière personne à rencontrer le Christ de l'Aubrac. Il l'assassine contre sa volonté, ses employeurs lui ayant implanté à son insu une puce dans le cerveau pour prendre le contrôle de ses gestes. Selon Roland Ernould et Claire Cornillon, Mathias représente Judas dans les Évangiles,, Ernould y voyant aussi une évocation de Matthieu.

### Marc
Journaliste cinquantenaire sans ambition et sans déontologie, Marc travaille pour l'EDV, un puissant groupe de presse dont il exécute toutes les volontés. Son patron l'envoie d'abord enquêter puis écrire un article sur le Christ de l'Aubrac dans le seul but de lui nuire, sous la pression de lobbies. Marc écrit un premier article pour enfoncer Vaï Ka'i et sa mère adoptive, puis il s'oppose à son patron, comprend que sa maîtresse et son ex profitent de lui et s'amende, perdant toutes ses possessions matérielles mais retrouvant le bonheur. Il dit à la fin de l'histoire qu'il a trahi une fois Pierrette, sœur adoptive de Vaï Ka'i. Selon Roland Ernould, Marc représente le pharisien au service des marchands du temple.

### Lucie
Elle est strip-teaseuse sur internet, assouvissant les fantasmes des hommes en se réduisant au rôle de femme-objet. Victime d'abord d'un violeur, puis d'un pervers narcissique qui la manipule pour qu'elle tombe amoureuse de lui, elle est amenée à assister à une conférence de Vaï Ka'i. Battue à mort par des émeutiers, elle est ressuscitée par ce dernier. Ce miracle lui révèle aussi la monstruosité de son « ami », mais elle le rachète ensuite par son amour. Selon Roland Ernould, elle représente Marie-Madeleine.

### Yann
Assistant et premier disciple de Vaï Ka’i, c'est un intellectuel, ancien élève de Sciences Po. Il est simplement « disponible » à ce moment-là, et désireux d'encadrer, gérer et planifier la carrière et les déplacements du Christ de l’Aubrac. Il se montre volontiers manipulateur et intéressé par une ascension politique au début de l'ouvrage, mais évolue en comprenant le sens du message de Vaï Ka’i. Selon Roland Ernould, il représente à la fois saint Jean et saint Pierre.

## Analyse
Ce roman est difficile à catégoriser, certains critiques estimant qu'il n'appartient pas au genre de la science-fiction généralement associé à Pierre Bordage, d'autres le qualifiant de thriller d'anticipation. L'Évangile du Serpent marque quoi qu'il en soit l'entrée de son auteur en littérature générale, tout en reprenant un thème qui lui est cher : la revisite des anciens mythes. Ce roman peut être rapproché d’Abzalon, qui prend la forme d'un récit de la Genèse à l'échelle d'une planète,. Toutefois, il se déroule entièrement dans un monde très inspiré du nôtre.
L'auteur raconte l'arrivée d'un véritable messie dans la société du début du XXIe siècle, et les changements et remises en question qu'il suscite. On retrouve en particulier quatre évangélistes, les guérisons miraculeuses, et Vaï Ka'i qui marche au-devant de sa propre mort dans l'amour, le pardon et la paix. Pierre Bordage montre une certaine sensibilité envers l'anthropologie et la psychologie des profondeurs (le concept d'inconscient collectif), sans toutefois approfondir ce sujet dans son livre.

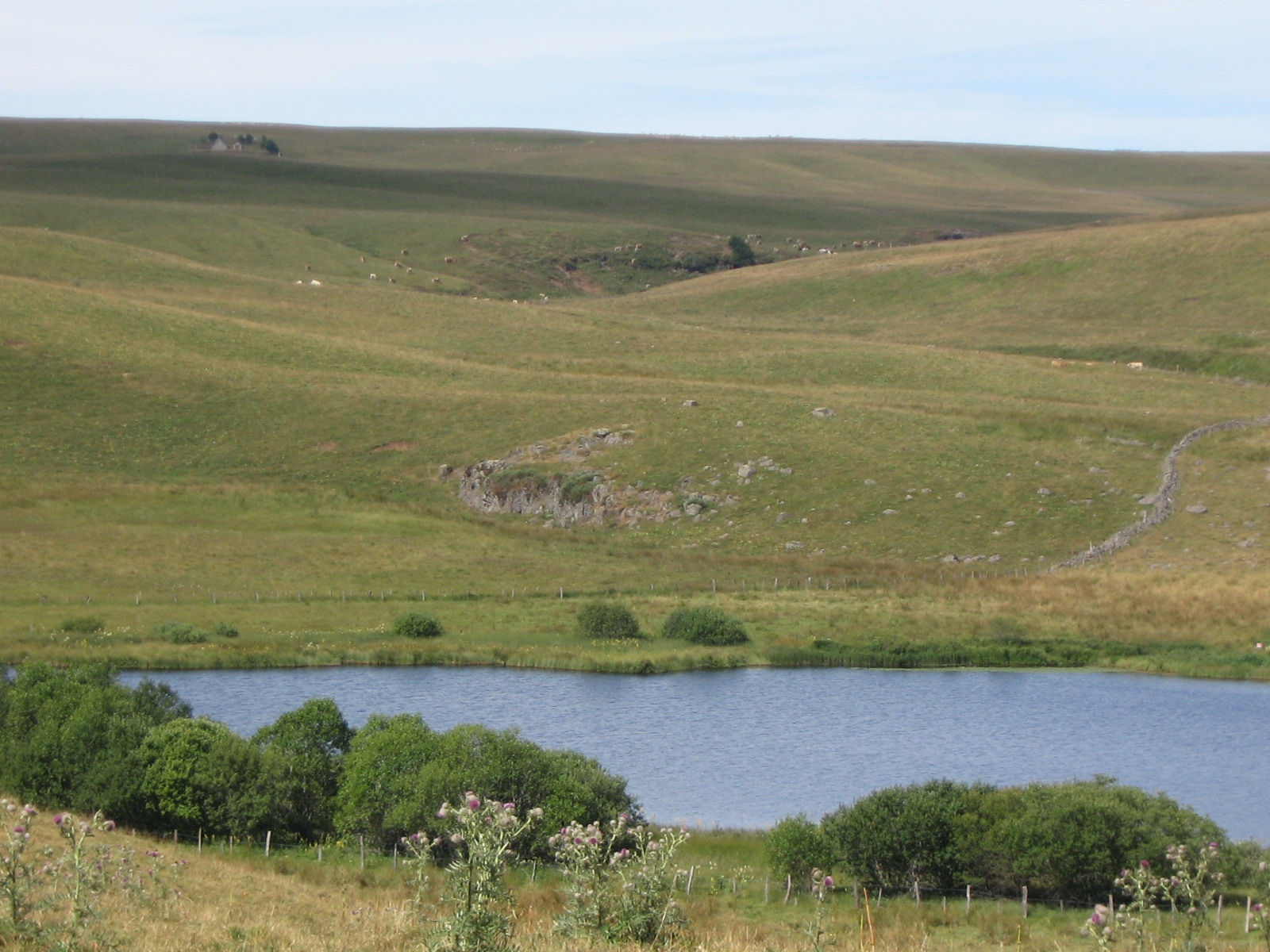
Paysage typique de l'Aubrac aux environs du lac de Souveyrols.
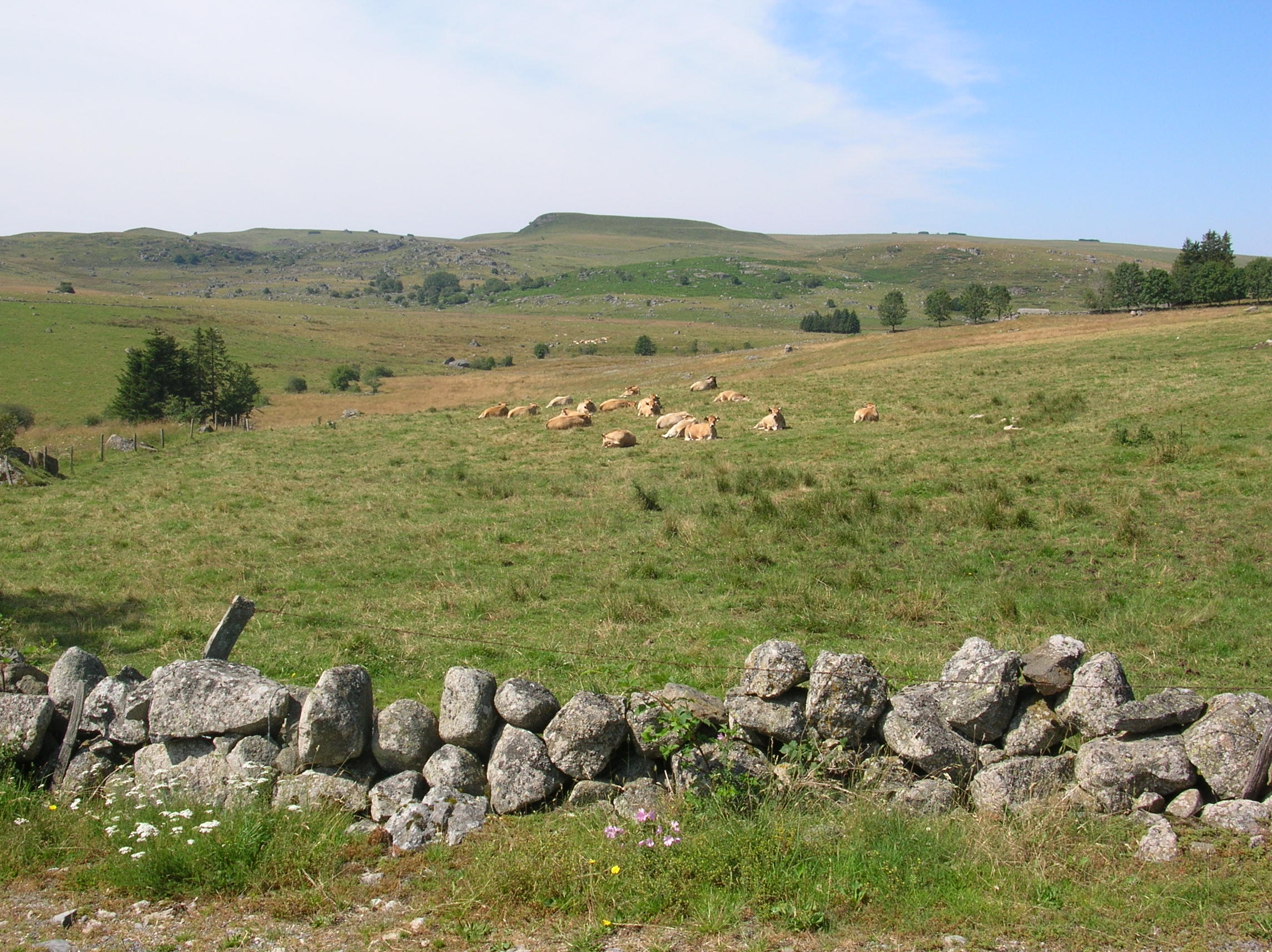
Aperçu du nord de l'Aubrac.
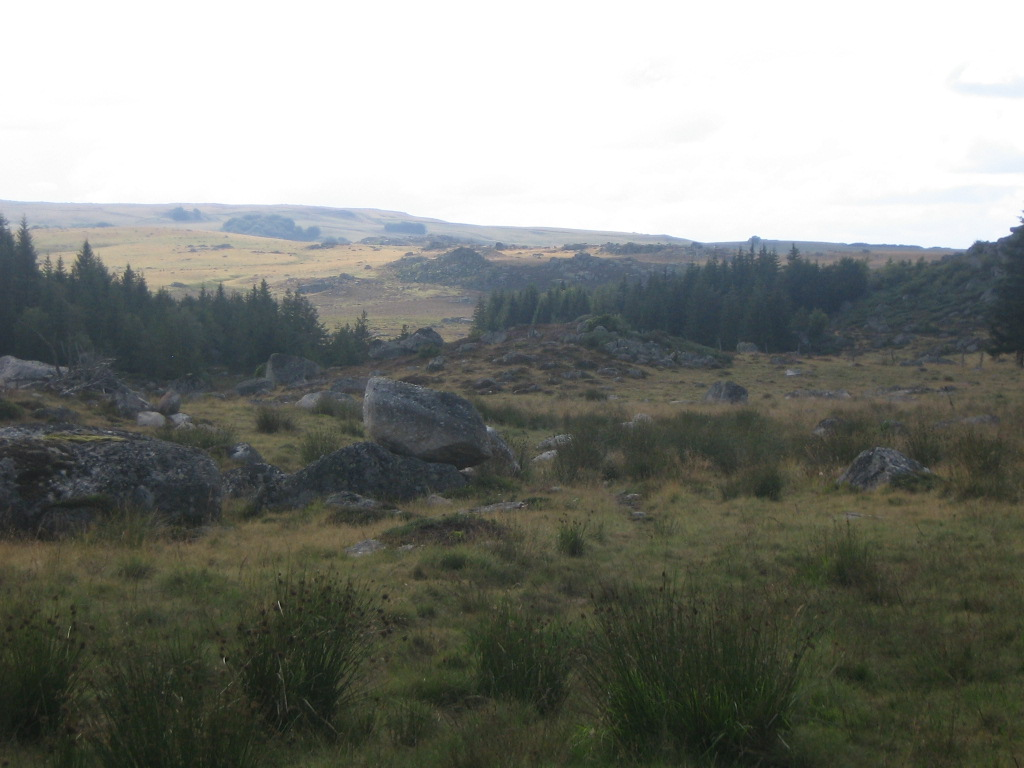
Aperçu de l'Aubrac non loin du col de Bonnecombe.

### Narration et structure
Le roman est entièrement écrit à la troisième personne, sauf au dernier chapitre qui prend la première personne. Il utilise une structure narrative que l'on retrouve par exemple dans Étoiles mourantes, roman de science-fiction d'Ayerdhal et Jean-Claude Dunyach, où les personnages présentés tout au long de l'histoire s'unissent à un moment donné pour résoudre l'action. D'après Pascal Patoz, le postulat de départ de L’Évangile du Serpent, l'accueil que l'on ferait à un véritable messie du XXIe siècle, est tout à fait passionnant. Michel Grisolia salue le traitement des quatre personnages, qui donne au livre « sa musique ironico-lyrique et son rythme effréné ». Un avis rejoint par Pascal Patoz, selon qui Bordage nous plonge, avec ses récits qui s’enchevêtrent, dans « un tourbillon d'aventures où l'action est soutenue et la violence sans fard ». Cela crée une sorte de polyphonie entre les personnages, permettant d'explorer la diversité des points de vue. Chaque personnage est, d'entrée de chapitre, traité comme un évangéliste grâce à un titre de chapitre reprenant son nom et un numéro. Les deux derniers chapitres, après la convergence de ces quatre personnages, sont nommés « Actes 1 » et « Actes 2 ». Le statut d'évangéliste des personnages, selon la définition qu'en donne la Bible, ne se justifie que dans les dernières pages. Marc, le journaliste, dit qu'il s'est décidé enfin à écrire un livre sur la vie de Vaï Ka'i, qui peut être soit L’Évangile du Serpent lui-même, soit un ouvrage laissé à l'imagination du lecteur.
D'après Olivier Girard, le récit comporte cependant beaucoup de clichés et le discours de Vaï Ka'i se révèle trop convenu. Philippe Cesse rejoint cet avis d'un manque d'originalité. La narration est par contre extrêmement bien maîtrisée, l'auteur se montrant à l'aise avec ses quatre lignes de récits qui se croisent. L'Évangile du Serpent représente même un « modèle du genre », les histoires des personnages et leurs intrigues se réunissant à la fin. Cela facilite l'identification du lecteur à l'un des quatre protagonistes. Philippe Cesse salue un « remarquable sens de la description » et un « véritable écrivain », mais pense que la narration perd de sa force à cause de nombreuses longueurs et de passages anecdotiques qui noient le message central. Quelques dialogues sont volontairement « crus ou vulgaires », en accord avec certains personnages.

### Thèmes
Les thèmes du roman sont très classiques chez Pierre Bordage, et rappellent ses précédents ouvrages en science-fiction. On y retrouve le refus des dogmes et des certitudes, la mystique et l'ouverture à l'Autre sans le juger,. Pour Olivier Girard et Cid Vicious, ce roman confirme le penchant de l'auteur pour la spiritualité de type « New Age »,, mais Michel Grisolia pense que L'Évangile du Serpent dépasse largement ce cadre. Pierre Bordage montre ses convictions, ce qui est assez rare chez lui, en devenant un peu moraliste à l'occasion. Le propos de fond est favorable au chamanisme et au bouddhisme, vraisemblablement sincère avec ses idées en tant qu'écrivain. Comme à son habitude, ce roman propose une « expérience du présent » par opposition aux dogmes religieux.
Selon l'analyse de la revue Mutations, Bordage donne à voir une vision utopiste d'un monde plausible. Le livre comporte beaucoup d'adages et de paroles de sagesse, pour inviter le lecteur à la réflexion. Le roman met en opposition la fragmentation et l'unité (celle entre l'homme et le monde promue par Vaï Ka'i), qui est aussi la vision qu'a Pierre Bordage de la spiritualité. Les personnages ne se rapprochent pas seulement du « Christ de l'Aubrac », ils nouent des liens les uns avec les autres.

#### Fin du monde
Au sein de la trilogie des Prophéties, L'Évangile du Serpent est « l'annonce de la fin », du chaos à venir dans le tome suivant, L'Ange de l'abîme. Il présente aussi un monde utopique possible. Tout le roman est marqué par la présence d'une chanson de rap (fictive), Fin d'immonde du groupe Taj Ma Rage, rappelant en toile de fond les déviances de la société. Une ambiance de fin du monde plane sur l'ensemble de l'ouvrage, ne serait-ce qu'au début, lorsque le tueur Mathias dit qu'il ressent un prélude à l'extinction de toute vie sur Terre.

#### Chamanisme

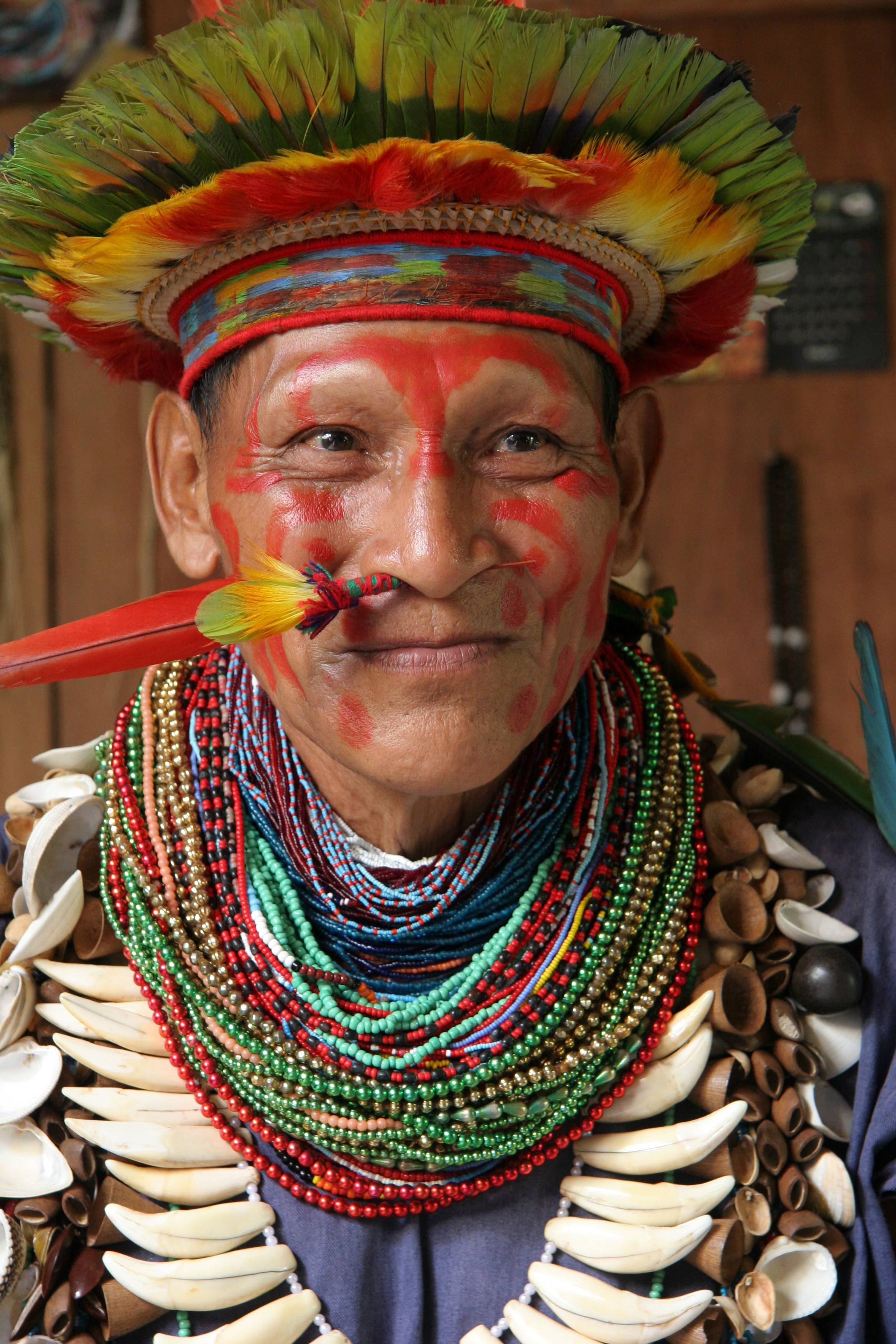
Pierre Bordage parle du chamanisme amazonien dans son ouvrage.

Le titre de L'Évangile du Serpent et la description des pratiques de Vaï Ka'i font précisément appel au chamanisme et à la symbolique du serpent, vraisemblablement inspirée par le livre de Jeremy Narby, Serpent Cosmique, que Pierre Bordage semble avoir lu. Le « serpent double » est chez Bordage à la fois un symbole du chamanisme et la double hélice de l'ADN, une manière de faire se rejoindre spiritualité et science en prenant le contre-pied de la symbolique chrétienne traditionnellement associée à cet animal.
Toutefois, ces aspects ne servent que de toile de fond à l'histoire. Le chamanisme de Vaï Ka'i repose sur une expérience individuelle. Le « Christ de l'Aubrac » dit bien à Yann, son premier disciple, qu'il ne devra laisser « aucun commandement, aucune loi, aucune obligation, aucun rite » lié à son enseignement. Il parle aussi de l'importance des échanges autour des expériences, et de l'erreur qui serait de bâtir des cathédrales à la gloire de la puissance de Dieu (ou des hommes), alors qu'une cathédrale est « en chaque arbre, en chaque buisson, en chaque brin d’herbe, en chaque animal, en chaque être humain ».

#### Nomadisme
Le roman raconte aussi la conversion d'une partie de la société à un nouveau mode de vie, le néo-nomadisme promu par Vaï-Ka'i. Pierre Bordage parle du nomadisme dans d'autres de ses œuvres, dont Les Derniers Hommes et Orchéron. Le Christ était lui-même un nomade. Selon Roland Ernould, Pierre Bordage a beaucoup déménagé au cours de sa vie (y compris hors de France) et considère ce mode de vie comme « la seule alternative à la société de consommation », qui permet de respecter la Terre et de se détacher des biens et des conditionnements.

#### Critique de l'église catholique et des sectes
Lors d'une interview, l’auteur développe la critique des religions telle qu’il l’exprime dans son roman, constatant « l'écart sidérant entre l’enseignement des Évangiles et l’Église romaine », qu'il décrit comme une structure « hiérarchisée, intolérante, meurtrière, empêtrée dans ses querelles et ses dogmes ». Il met aussi en lumière la différence entre le message spirituel (comme celui du Christ) et l'interprétation qu'en font prêtres, pasteurs, rabbins et imams (citant en exemple les épîtres de saint Paul). Le chamanisme pratiqué par Vaï Ka'i, reposant sur l'expérience individuelle, ne suscite pas le besoin d'imposer sa vision aux autres, tandis que les disciples des religions « théorisent, imposent et menacent ». Pierre Bordage poursuit sa différenciation entre religion et spiritualité en disant que la religion créé une violence entre ce que l'on voudrait être et ce que l'on est vraiment, tandis que la spiritualité conduit à se comprendre et s'accepter en tant qu'être humain. Ce message récurrent chez lui provient vraisemblablement de son propre parcours, notamment au petit séminaire. Claire Cornillon analyse que le roman n'est pas une simple critique des religions, il permet de retrouver une forme de sacré dans le spirituel au-delà du religieux.
Pour Michel Grisolia (L'Express), l'auteur se montre aussi très critique envers le culte des sectes, bien loin de faire « l'apologie d'un gourou ». Pourtant, d'autres critiques littéraires se sentent gênés par le message du roman, y voyant un mythe du bon sauvage, une apologie du mouvement hippie ou même une réhabilitation des sectes : le parcours de Vaï-Ka'i rappelle en effet la fondation d'une secte. Pierre Bordage prend soin de répondre à toutes les ambiguïtés soulevées par son personnage, grâce aux paroles de ce dernier.
Au sein de la Trilogie des Prophéties, L’Évangile du serpent est suivi par L’Ange de l’abîme. Les événements décrits dans ce second tome montrent que Vaï Ka'i est mort en vain, sans avoir pu empêcher qu'advienne un monde dominé par l'argent et l'obscurantisme.

#### Critique des médias et du capitalisme
[...] je ne suis qu'un maillon. Dépendant de la chaîne. La peur, si vous préférez. De perdre mon emploi, mon salaire, mes avantages. Mes deux filles sont encore sous ma responsabilité [...] La peur, rien que la peur. De vieillir, de renoncer à son confort, à ses habitudes, aux autres chaînes.
L'auteur dénonce ou ridiculise d'autres concepts très contemporains. L'arrivée de Vaï Ka'i provoque un déchirement dans la société, entre ses partisans qui adoptent son message (parfois jusqu'à l'aveuglement) et des intellectuels, scientifiques, industriels, médecins ou encore religieux qui le dénoncent et y voient une supercherie ou un danger. Pierre Bordage critique ouvertement la télévision et les médias, sa médiocrité, le racolage, les réalisations partisanes, les réactions moutonnières face au « chauffeur de salle », et la « vanité des panels de soi-disant spécialistes ». Dans L'Évangile du Serpent, la chaîne (fictive) Télé Max embauche des hommes et des femmes [qui complotent] « comme les soldats d’une armée prête à déferler sur le monde [...] Ils portaient pour uniforme la culture d’entreprise, ils partageaient les valeurs de Télé Max, ils parlaient le langage de Télé Max, ils se battaient pour un avenir médiatique entièrement revu et corrigé par Télé Max ». D'après Philippe Cesse, les débats télévisés décrits dans ce livre rappellent les querelles théologiques du passé.
La stratégie mise en place par Télé Max pour discréditer Vai-Ka’ï se solde par un cuisant échec, car les spectateurs se souviennent essentiellement de l'unique prise de parole du Christ de l’Aubrac en fin d'émission, dans un grand calme, contrastant avec « la bouillie inaudible de ses contradicteurs ».
Pierre Bordage s'en prend aussi à la vie urbaine moderne, au capitalisme et à la loi du marché. Il défend l'environnement, entre autres, à travers des citations et proverbes, mais aussi le message de Vai-Ka’ï. Il dénonce les dérives sécuritaires : « le mode oral était la seule garantie de confidentialité », la suspicion qui pousse à inventer de nouvelles lois, l’intérêt individuel, le « saccage de la terre ». Bordage cite fréquemment les hommes de pouvoir à la tête de l'occident chrétien, qui « pille ses colonies, maintient dans la pauvreté les trois quarts de l’humanité, place ses pions à la tête des Etats, attise les convoitises, les haines, provoque des guerres, garde pour lui seul l’accès aux richesses naturelles ».

## Accueil et récompense
Les accueils critiques de L’Évangile du serpent sont variables. Certains lecteurs peuvent être gênés à la lecture de ce roman, qui présente négativement une grande partie de la société (les médecins, architectes, religieux, détenteurs de savoir, industriels et politiques sont critiqués) et perçoivent le message comme « un idéal New Age » : Pascal Patoz (NooSFere) juge que le roman a « de quoi agacer et déranger aussi bien l’athée que le croyant. Mais le discours, par son ambiguïté même, devient aussi passionnant que l'intrigue est palpitante par son rythme ».
Dans L'Express, Michel Grisolia analyse le roman comme une « formidable relecture des Évangiles sous l'angle de l'écologie et du chamanisme, une Bible du nomadisme et de l'insoumission, grenade romanesque contre la propriété, les frontières, les marchands du temple et tous les sectarismes ». Pascal Patoz parle d'un « véritable thriller qui se dévore d'une traite ». Pour Pierre Cesse, dans ArtsLivres, ce roman est « supérieur à la moyenne », un bon roman sans être un chef-d'œuvre. L'essayiste et critique Roland Ernould dit que le livre « se lit sans difficulté », mais qu'« il a manqué à Bordage suffisamment de persuasion pour nous convaincre que ce que propose son Messie est moins utopique que réalisable ». De même, pour Jérôme Vincent d’ActuSF, le livre se dévore malgré sa taille mais il manque d'un « petit quelque chose », ce qui en fait un excellent livre mais non un chef-d'œuvre.
Dans une critique parue dans Première, Benjamin Berton estime que l'ouvrage est « un rien décevant et alambiqué ». Olivier Girard est lui aussi très mitigé, dans la revue de science-fiction Bifrost. Le résumé de départ du livre l'a séduit pour un résultat décevant, une « belle mécanique sans âme ». Il ajoute que Bordage est « peut-être devenu trop sûr de son talent, trop facile dans son écriture », et que le livre « se lit mais ne se vit pas ». Stéphane Manfredo fait le même commentaire dans la revue Galaxies, notant une lecture agréable mais pas passionnante, un livre bien écrit, mais manquant de force et d'ambition.
Ce livre reçoit le prix Bob-Morane du meilleur roman francophone en 2002. Lors d’une interview accordée en 2008, soit sept ans après la parution du livre, Pierre Bordage dit qu’aucune congrégation religieuse ne lui a adressé de critique, probablement « parce que les adeptes ne l’ont pas lu ».

### Source primaire
- Pierre Bordage, L'Évangile du Serpent, Vauvert, Au Diable Vauvert, octobre 2007, 560 p. (ISBN 978-2-84626-067-1 et 2-84626-067-2)

1. 1 2  Page 294
2. ↑  Page 174
3. ↑  Page 560
4. ↑  Page 551
5. ↑  Page 545
6. ↑  Page 295
7. ↑  Page 176
8. ↑  Page 279
9. ↑  Page 524
10. ↑  Page 538
11. ↑  Page 472
12. ↑  Pages 442-443
13. ↑  Page 175
14. ↑  Pages 429-430